# Espacio muerto (fisiología)
El espacio muerto fisiológico incluye todo  volumen de aire que debería intervenir en el intercambio gaseoso, pero por motivos fisiológicos, patológicos o variables no ocurre este proceso. Puede ser debido tanto a mala perfusión sanguínea de los capilares que rodean el alveolo como a mala ventilación de éste, ya que, si no hay flujo de sangre alrededor del alveolo para realizar el intercambio, no sucede.
Igualmente, aunque exista mucha vascularización, si se obstruye un alveolo no se desarrolla el proceso. En individuos sanos el «espacio muerto fisiológico» debería ser igual al «espacio muerto anatómico». Aun así no se ha de confundir.
Además, dependiendo de este factor, se puede zonificar a los pulmones en tres partes:
Zona 1. Es una porción ventilada pero no perfundida. Prácticamente toda esta zona es integrante del espacio muerto fisiológico. En personas de pie corresponde a la parte más craneal del pulmón; en decúbito (acostada), con la parte más frontal. Esto se debe a la presión de perfusión, que depende de la gravedad y por tanto de la altitud.
Por ello en las zonas altas del pulmón hay menor perfusión sanguínea, y al hincharse de aire el alveolo, los vasos pueden quedar colapsados por la propia presión que ejerce sobre ellos. En individuos sanos esta zona debe ser prácticamente inexistente.
Zona 2. Es una zona media. Su estado normal es estar perfundida y ventilada, pero diversos factores pueden modificarla y parcialmente convertirla en zona 1.
Zona 3. Corresponde a la parte más baja de los pulmones. Siempre está perfundida y ventilada. Por esta virtud nunca constituye espacio muerto fisiológico.